# Fredrik Aalto
Fredrik Aalto, noto anche con lo pseudonimo di Reitto Steinfors (Lappi, 10 marzo 1854 – Kalanti, 6 giugno 1917), è stato uno scrittore e insegnante finlandese.

## Opere
- Kertomuksia Uudenkirkon ja Uudenkaupungin entisiltä ajoilta, Wilén, Turku 1885
- Uudenkaupungin V.P.K. 1866-1906, Uusikaupunki, 1906